# Švicarske Predalpe
Švicarske Predalpe, tudi Bernske Predalpe so del švicarskih Alp v kantonu Bern. Ustrezajo predalpskemu svetu, ki ga zgodovinsko in turistično imenujejo Bernsko višavje (Berner Oberland) in v enem delu Emmentalske Alpe. Najvišji vrh je Schilthorn z višino 2970 metrov.

## Meje
Po ne mednarodno priznani razdelitvi SOIUSA Sergia Marazzija so pododsek 14.II. Ta meji:
- na zahodu na Vaudske in Fribourške Predalpe ločene z rekami Saane, Simme in Muscheren Sense
- na severu centralna planota meji (od zahoda proti vzhodu) na Stockental, Zulg, Emmental
- na severovzhodu so Luzernske Predalpe ločene od Emmentala, Südelgrabna, Marientala, Chringe, Altibacha, Lungerersee
- na jugovzhodu Unterwaldner Predalpe mejijo s prelazom Brünig in Aare
- na jugu Bernskih Alp mejijo na (zahoda proti vzhodu) Chlys Hüri, Stigellegi, Simme, Geilsbacha, Kander, Hohtürli, Sefinental, Trümmeltal, Imfysteren Graben, Grosse Scheidegg, Reichenbach.

## Porazdelitev
Švicarske Predalpe so razdeljene na tri SOIUSA super skupine in 12 gorskih skupin:
- Super skupina Predalp Simmental (A)
  - grupa Giferspitz-Wispile (A.1)
  - grupa Gantrisch (A.2)
  - grupa Stockhorn (A.3)
  - grupa Albristhorn-Männliflue-Niesengrat (A.4)
  - grupa Spillgerten-Niderhorn-Turnen (A.5)
  - grupa Chlyne Lohner-Elsighorn (A.6)
- Super skupina Predalp Lauterbrunnental (B)
  - grupa Dündenhorn-Ärmighorn-Gehrihorn (B.7)
  - grupa Schilthorn-Schwalmere-Morgenberghorn (B.8)
  - grupa Männlichen (B.9)
  - grupa Faulhorn-Schwarzhorn (B.10)
- Super skupina Predalp sverovzhodne Predalpe (C)
  - grupa Augstmatthorn-Brienzer Rothorn-Hohgant (C.11)
  - grupa Sigriswiler Rothorn-Niederhorn (C.12)

Prvi dve super skupini se nahajata v Bernskem Višavju. Super-skupina C ustreza nekdaj znanemu imenu Emmentaler Alpe.

## Pomembni vrhovi
- Schilthorn – 2970 m
- Faulhorn – 2681 m
- Tschuggen - 2521 m
- Lauberhorn – 2472 m
- Niesen – 2362 m
- Brienzer Rothorn – 2350 m
- Männlichen – 2343 m
- Morgenberghorn – 2249 m
- Stockhorn – 2190 m
- Gantrisch – 2175 m